# Daifuku
Daifukumochi (大福餅), of Daifuku (大福, let. veel geluk), is een wagashi, die bestaat uit een kleine ronde mochi (kleefrijstcake) gevuld met zoete vulling, meestal anko, gezoete rode bonenpasta gemaakt van azukibonen. Daifuku is een zeer populaire wagashi in Japan en wordt vaak geserveerd met matcha (groene thee). Binnen de wagashi valt de daifuku onder de namagashi, die een vochtgehalte van 30% of meer hebben.

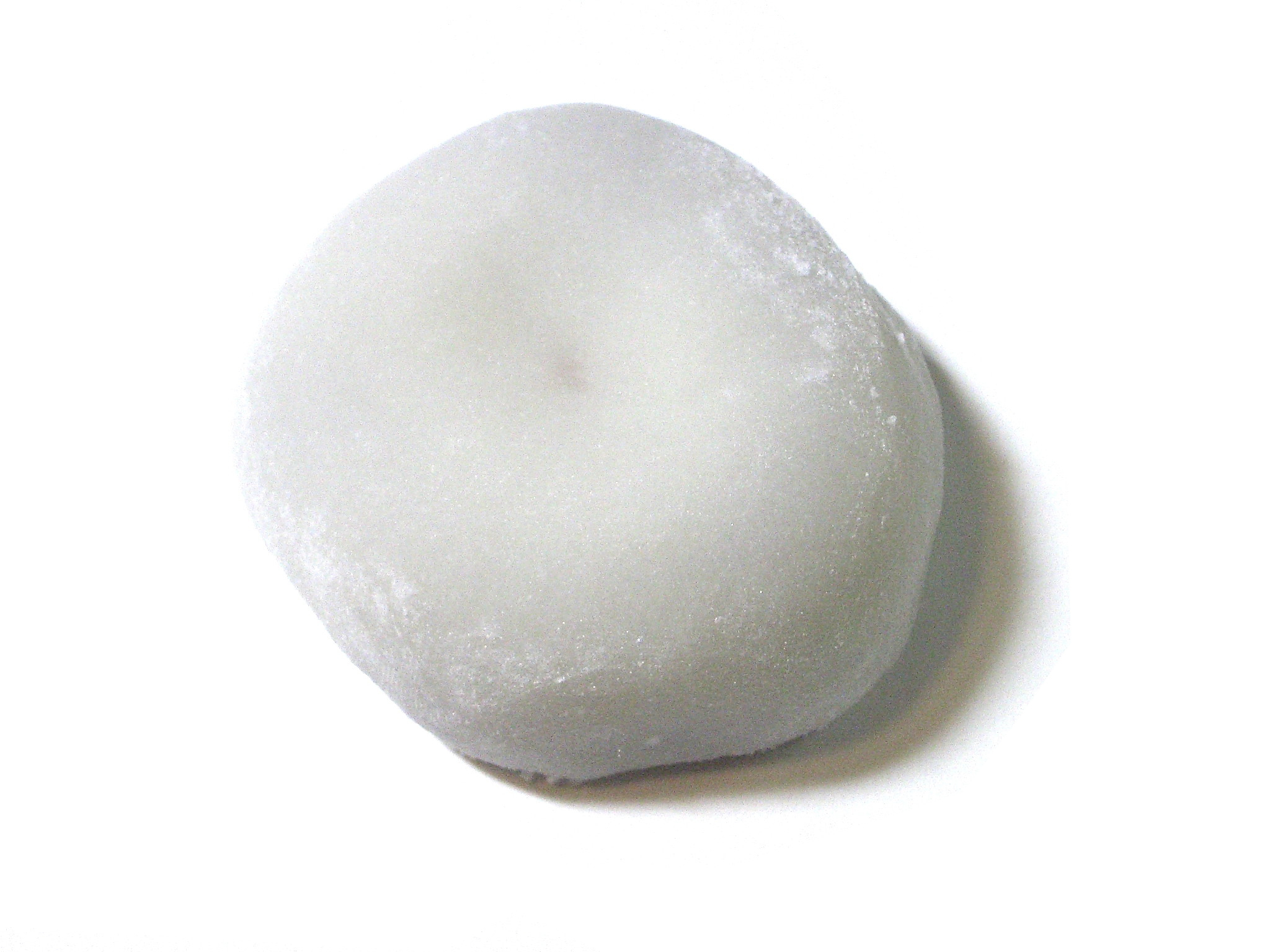
Daifuku (standaard versie)

Daifuku is er in vele varianten. De meest voorkomende is witte, lichtgroene of lichtroze gekleurde mochi gevuld met anko. Deze zijn ongeveer 4 cm in diameter. Bijna alle daifuku zijn bedekt met een fijne laag rijstmeel (rijstzetmeel), maïszetmeel of aardappelzetmeel om te voorkomen dat ze aan elkaar of aan de vingers blijven plakken. Hoewel mochitsuki de traditionele methode is om mochi en daifuku te maken, kunnen ze ook in de magnetron worden gekookt.

## Geschiedenis
Uzumomochi stamt uit de vroege Edoperiode. Daifuku heette oorspronkelijk Habutai mochi (腹太餅, buik dikke rijstcake) vanwege de aard van de vulling. Later werd de naam veranderd in Daifuku mochi (大腹餅, rijstcake met dikke buik). Omdat de uitspraken van fuku (腹, buik) en fuku (福, geluk) in het Japans hetzelfde zijn, werd de naam verder veranderd in Daifuku mochi (大福餅, geluksrijstcake), een geluksbrenger. Tegen het einde van de 18e eeuw won daifuku aan populariteit en mensen begonnen ze geroosterd te eten. Ze werden ook gebruikt als geschenken bij ceremoniële gelegenheden en feestdagen.

## Variaties

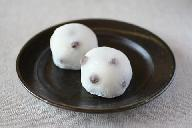
Mame daifuku

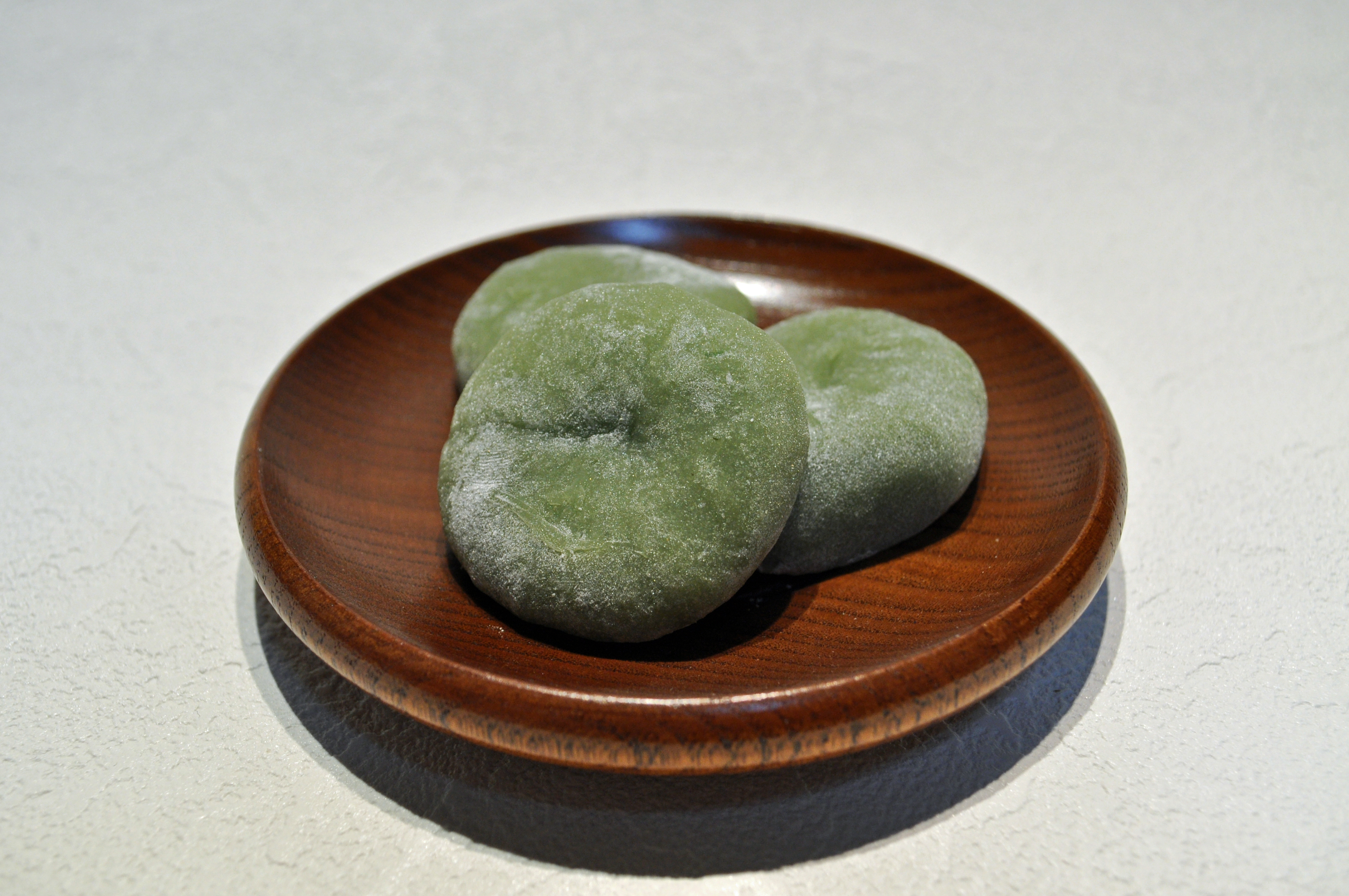
Yomogi daifuku

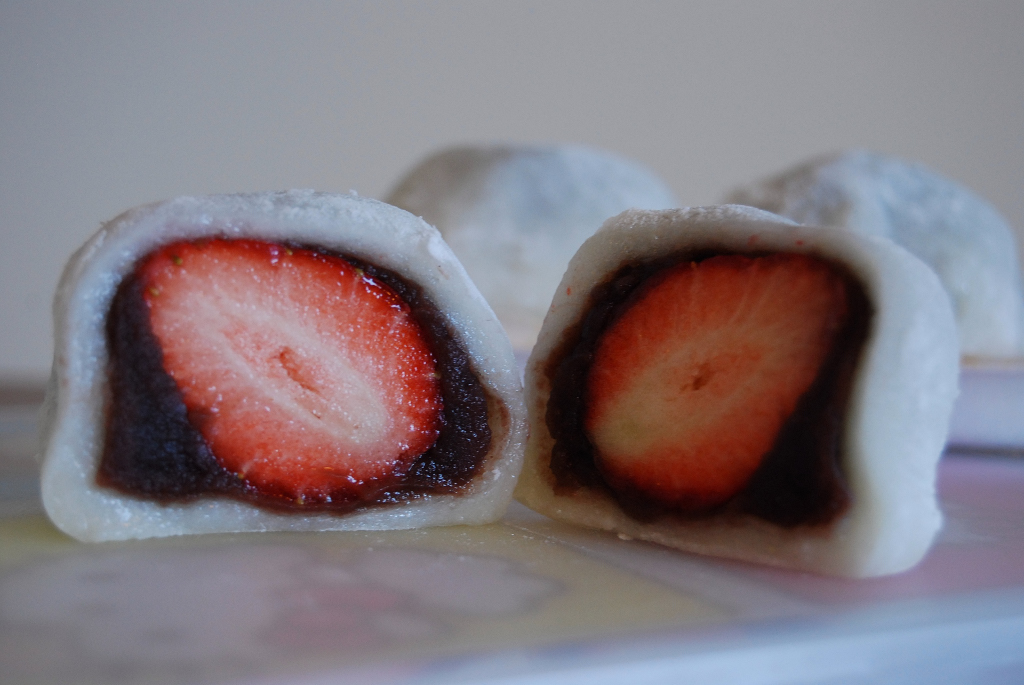
Ichigo daifuku

De meest populaire vulling van de daifuku is anko, een zoete, rode azukibonenpasta. Sommige versies bevatten hele stukken fruit, fruitmengsels of gemalen meloenpasta. Vaak zijn ze bedekt met een topping van kinako (geroosterde soyameel), suiker of cacaopoeder. 
Yomogi daifuku (蓬大福)
Een versie gemaakt met kusa mochi (草餅), mochi op smaak gebracht met wijde alsem (yomogi). De vulling is meestal anko.
Mame daifuku (豆大福)
Een versie waarbij azukibonen of sojabonen worden gemengd in mochi en/of anko.
Shio daifuku (塩大福)
Een versie die ongezoete anko-vulling bevat; het heeft een milde zoute smaak.
Awa daifuku (あわ大福)
Een versie gemaakt met Awa mochi (粟餅) die is gemengd met vossenstaartgierst.
Ichigo daifuku (イチゴ大福)
De meest traditionele versie met aardbeien en zoete vulling, meestal anko, in een kleine ronde mochi. Ook andere crèmes dan anko worden gebruikt voor de zoete vulling en veel regio's hebben zo hun lokale specialiteit. Omdat het aardbei bevat, wordt het meestal in de lente gegeten. Het is uitgevonden in de jaren 80. Veel banketbakkers beweren de lekkernij uit te hebben gevonden, dus de exacte oorsprong is onbekend.
Ume daifuku (梅大福)
Een versie die een vulling van gezoete ume (うめ, Japanse abrikoos) bevat.
Koffie daifuku (コーヒー大福)
Een versie met zoete vulling met koffiesmaak.
Mont Blanc daifuku (モンブラン大福)
Een versie die gevuld is met gepureerde, gezoete kastanjes (Mont Blanc-crème).
Purin daifuku (プリン大福)
Een versie met crème caramel (プ リ ン) vulling.